# أندرو باترفيلد
أندرو باترفيلد (بالإنجليزية: Andrew Butterfield)‏ هو لاعب غولف بريطاني، ولد في 7 يناير 1972 في لندن في المملكة المتحدة.

## وصلات خارجية
- أندرو باترفيلد على موقع رابطة أوروبا للاعبي الغولف المحترفين (الإنجليزية)
- أندرو باترفيلد على موقع التصنيف العالمي الرسمي للغولف (الإنجليزية)